# Султан Парвез-мирза
Шахзаде Султан Мухаммад Парвез Мирза (2 октября 1589 — 28 октября 1626) — могольский принц из династии Бабуридов, второй сын могольского императора Джахангира от его третьей жены, Сахиб Джамал. Внук третьего могольского императора Акбара Великого. Его дочь, Надира Бану Бегум, позже стала женой принца Дары Шукоха.

## Ранняя жизнь
Родился 2 октября 1589 года в Кабуле (Афганистан). Второй сын принца Салима, будущего могольского падишаха Джахангира (1605—1627), от его третьей жены, Сахиб Джамал (? — 1599). Она была дочерью Хаджи-Хасана из Герата и двоюродной сестрой крупного могольского сановника Зайн-хана Коки. Будучи вторым сыном императора, он был на два года старше принца Хуррама и на два года моложе принца Хусрау.
В мирное время, до восстания своего брата Хуррама, принц Парвез был активен и наслаждался игрой в поло. Поло было популярным видом спорта при дворе Великих Моголов, о чём свидетельствует миниатюра, изображающая типичную команду из 4-х игроков, состоящую из Джахангира, Парвиза, Хуррама и Асаф-хана.
Принц Парвиз-мирза поддержал своего отца Джахангира в войне за престолонаследие. После неудачного восстания и смерти бабушки Джахангира Мариам Макани принц Парвез вместе с отцом вернулся в Агру в 1604 году. Это было сделано в попытке примириться с Акбаром, и его отец Джахангир получил суровый выговор за свою измену.
Несмотря на свой статус старшего сына, принц Парвез был широко известен как амбициозный, но неумелый и невоздержанный, и поэтому не являлся серьёзным претендентом на трон. Он потерпел неудачу в своем руководстве войной на Декане и потерял поддержки императорского двора.

## Военные кампании

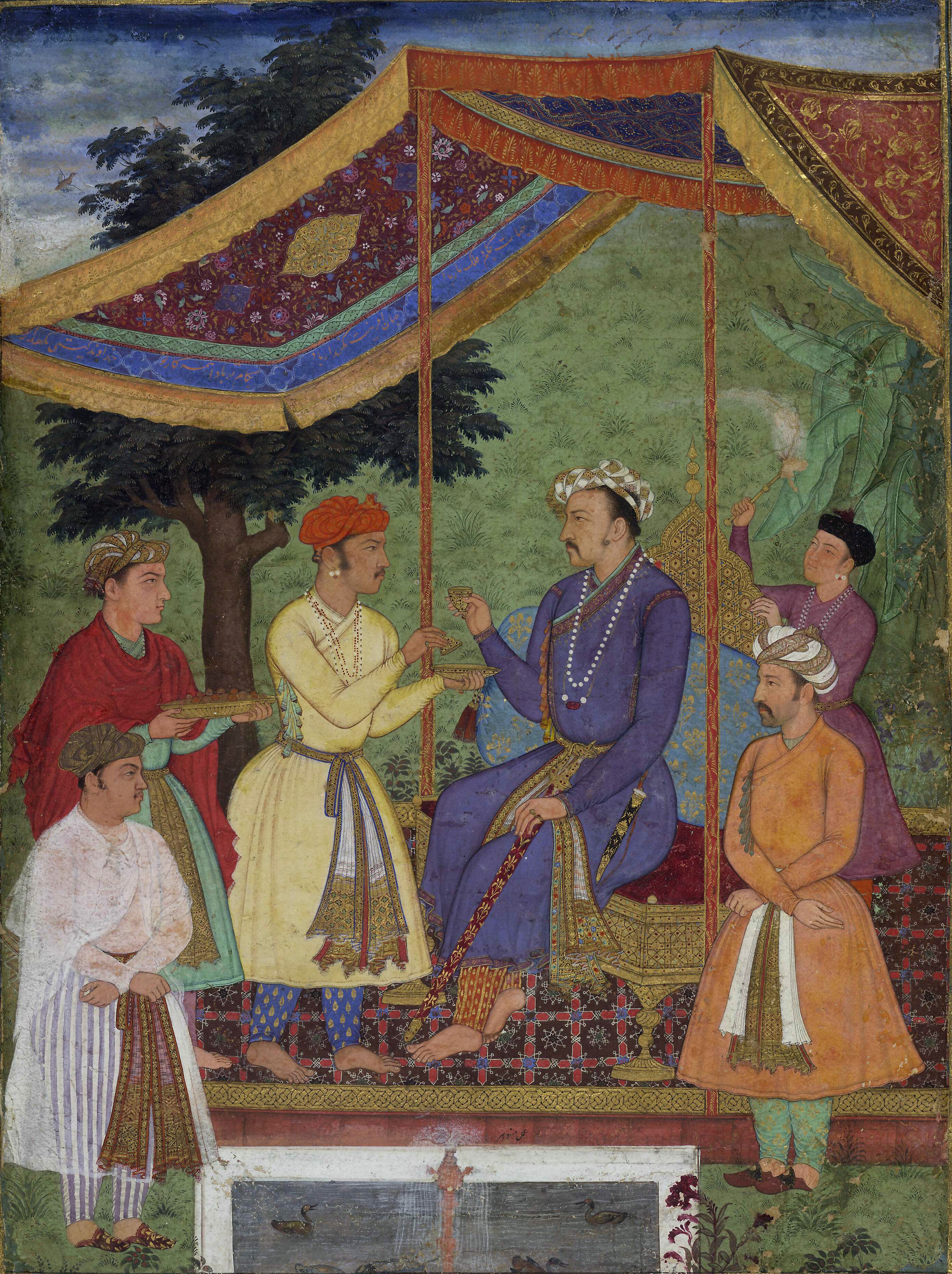
Император Великих Моголов Джахангир принимает двух сыновей, принцев Хусрау и Парвеза

Принц Парвез-мирза возглавил первую военную кампанию против княжества Мевар вскоре после восшествия на императорский престол своего отца Джахангира. Он поддерживал амбициозную военную политику своего отца. Принц получил под командование 20-тысячное войско, но всеми военными действиями фактически руководил Асаф-хан.
В 1608 году могольский падишах Джахангир отправил Асаф-хана с 12-тысячной армией в Декан для борьбы против ахмаднагарского полководца Малик Амбара и маратхов. Вместе с ним был послан принц Султан Парвез-мирза, который получил назначение на должность наместника (субадара) Хандеша и Берара. 20-летний Парвез-мирза в 1610 году прибыл из столицы в Декан. Хотя он был упрям и честолюбив, он не обладал никаким природным талантом к военным или административным должностям. Парвез-мирза командовал кампанией в Декане только номинально и находился в своей резиденции в Бурханпуре. Фактически же военными операциями руководил Асаф-хан.
В конце концов Парвез-мирза и Асаф-хан потерпели поражение из нехватки продовольствия и партизанских атак Малик Амбара. В 1616 году император Джахангир перевел Парвеза-мирзу в Аллахабад, а на его место назначил его младшего брата Хуррама-мирзу. Последний смог вернуть Декан под власть Великих Моголов.

## Восстание Хуррама
В 1622 году принц Парвиз был назначен наместником Бихара. Благодаря успехам Шах-Джахана, подавившего восстание в Декане, Гуджарате и Малве, он получил поддержку ряда крупных могольских командиров. Узнав о контроле Нур-Джахан над императором Джахангиром, принц Шах-Джахан решился на восстание и выступил с войском из Манду на Фатехпур-Сикри. Нур-Джахан призвала своим союзников немедленно вернуться ко двору. Наследником императорского престола был фактически признан принц Парвез-мирза. Принц Шах-Джахан потерпел поражение в битве при Биллочпуре в марте 1623 года. Шах-Джахан бежал в Манду, а оттуда в Декан. Парвез-мирза прибыл в столицу, где был назначен своим отцом Джахангиром главнокомандующим императорской армии, которая должна была выступить против восставшего принца Шах-Джахана. Парвез-мирза стал номинальным командиром, а фактически военными действиями руководил его помощник Махабат-хан. В мае 1623 года императорские войска под командованием принца Парвеза-мирзы и Махабат-хана стали преследовать отступающего Шах-Джахана. Из Декана последний бежал через Ориссу в Бенгалию, захватил Радж-махал, вторгся в Патну и овладел Бихаром. Махабат-хан смог переманить на свою сторону ряд видных приверженцев Шах-Джахана. Преследовавшая Шах-Джахана императорская армия под началом Парвеза и Махабат-хана заставила его снять осаду с Аллахабада и нанесла ему поражение. Он снова бежал в Декан, присоединился к Малик Амбару и осадил Бурханпур. Когда Парвез и Махабат-хан снова приблизились, он снял осаду.
Несмотря на то, что Парвез-мирза был назначен главнокомандующим могольской армией для борьбы с восстанием принца Шах-Джахана, реальный контроль над всеми операциями осуществлял Махабат-хан. Парвез-мирза и Махабат-хан в течение трех лет вели безуспешную борьбу с принцем Шах-Джаханом. В итоге Шах-Джахан был вынужден просить о прощении и отправил двух своих сыновей Дару Шукоха и Аурангзеба в качестве заложников. При содействии Нур-Джахан мятежный принц был прощен и назначен правителем Балагхата.
После того, как Шах-Джахан был дискредитирован за своё восстание, а его другой брат Хусрау-мирза скончался, Парвез-мирза, по-видимому, стал вероятным кандидатом на императорский престол Великих Моголов. Парвез-мирза считался некомпетентным правителем и пьяницей, и ему давали управлять малозначительными областями. Однако его связь с недавними победами его полководца и советника, Махабат-хана, завоевала ему благосклонность отца. Махабат-хан не ободрял влияния Нур-Джахан на Джахангира и не входил в число её сторонников. Из-за популярности Махабат-хана и его статуса при дворе, Нур-Джахан опасалась, что он станет реальной властью за троном, если Парвез-мирза станет преемником Джахангира. Нур-Джахан, чтобы сохранить своё лидирующее положение при дворе, решила разделить принца Парвеза-мирзу и Махабат-хана.
Нур-Джахан поддерживала Шахрияра-мирзу в качестве наследника императорского престола. Нур-Джахан отправила советником у принцу Парвизу Хана Джахана Лоди, а Махабат-хан был назначен на пост губернатора в отдаленной Бенгалии. Принц Парвез выступил против этого решения и отказался слушать Хана Джахана Лоди, а Махабат-хан не поехал в Бенгалию и поднял мятеж. Нур-Джахан потребовала от Парвеза исполнения императорского приказа. Парвез-мирза согласился на все условия Нур-Джахан и остался в Бурханпуре. Вопрос о престолонаследии был пости решен, когда Парвиз скончался в Бурханпуре от «алкогольной комы».

## Браки
Первой женой Парвеза была принцесса Джахан Бану Бегум, дочь принца Султана Мурада Мирзы, сына могольского императора Акбара. Джахангир обручил Парвиза с Джахан Бану 12 сентября 1606 года и прислал ей в качестве свадебного подарка 130 000 рупий. Церемония бракосочетания состоялась 29 октября 1606 года. Джахан Бану Бегум стала матерью старшего сына Парвеза, принца Дурандиша Мирзы, родившегося 2 февраля 1615 года и умершего 5 декабря 1619 года. Ещё один сын Азам Мирза родился 1 июля 1618 года и скончался в 1629 году. Также у них была дочь, Надира Бану Бегум (1618—1659), которая стала женой своего двоюродного брата, принца Дары Шукоха, старшего сына Шах-Джахана.
Второй женой Парвеза стала дочь Мирзы Рустама, сына Бехрама Мирзы Сафави. В 1612 году Джахангир пригласил ко дворе Рустама Мирзу, который выдал свою дочь замуж за принца Парвеза.
Третьей женой Парвеза стала Манхавати Бай, дочь раджи Сураджа Мала, правителя Джодхпура, и сестра раджи Гаи Сингха. Свадьба состоялась в апреле 1624 года.

## Смерть
Как и многие принцы из дома Великих Моголов, Парвиз-мирза имел печально известную любовь к выпивке. К 37 годам он был опустошен чрезмерным пьянством. В 1626 году Парвиз тяжело заболел. Он страдал бредом, впал в кому, потребовалось прижечь пять ран на голове. Он ненадолго вышел из комы и снова потерял сознание. Он умер в возрасте 38 лет. Принц Парвез был похоронен в саду в Агре.